# أندرياس ويلر
أندرياس ويلر (بالألمانية: Andreas Weller)‏ هو مغني وموسيقي ألماني، ولد في 1969 في شتوتغارت في ألمانيا.

## وصلات خارجية
- الموقع الرسمي
- أندرياس ويلر على موقع IMDb (الإنجليزية)
- أندرياس ويلر على موقع ميوزك برينز (الإنجليزية)
- أندرياس ويلر على موقع أول ميوزيك (الإنجليزية)
- أندرياس ويلر على موقع ديسكوغز (الإنجليزية)